# (6032) Nobel
(6032) Nobel (1983 PY) – planetoida z pasa głównego asteroid okrążająca Słońce w ciągu 3,77 lat w średniej odległości 2,42 j.a. Odkryta 4 sierpnia 1983 roku.